# Rödöns sportklubb
Rödöns sportklubb är en idrottsförening verksam på Rödön
i Krokoms kommun med fokus på barnidrott på bredden, och som i sin nuvarande form bildades 1931.
Nuvarande sektioner är: motion, bollspel, skidor samt idrottsskolan. 2016 nominerades Rödöns Sportklubb till Svenska Barnidrottspriset.
Medlemsantalet är år 2017 820.